# 시오미촌 (에히메현)
시오미촌(潮見村)은 에히메현 온센군에 설치된 촌이다.